# Irene Reif
Irene Reif (Pseudonym: Cecil J. Hoop, * 14. Juni 1931 in Nürnberg als Irene Ida Stauber; † 19. Mai 2000 ebenda) war eine deutsche Schriftstellerin.

## Leben
Irene Reif, die mit ihrer Familie in Nürnberg lebte, veröffentlichte seit den 1950er Jahren Unterhaltungsromane und Jugendbücher, Essays, Gedichte (in fränkischer Mundart) und Rezensionen sowie als freie Mitarbeiterin des Bayerischen Rundfunks zahlreiche Rundfunkbeiträge. Seit den Siebzigerjahren lag der Schwerpunkt ihrer Arbeit bei Werken über ihre fränkische Heimat.
Irene Reif war Mitglied des Verbandes Deutscher Schriftsteller und des Verbandes Fränkischer Schriftsteller. Sie erhielt 1973 das Bundesverdienstkreuz am Bande sowie 1983 das Bundesverdienstkreuz 1. Klasse.

## Werke
- Bekenntnis eines Verlorenen, Rosenheim 1959 (unter dem Namen Cecil J. Hoop)
- Siebenmal verfluchte, siebenmal gesegnete Erde, Rosenheim 1959 (unter dem Namen Cecil J. Hoop)
- Alles was der Sommer gab, Rosenheim 1960 (unter dem Namen Cecil J. Hoop)
- Insel ohne Hoffnung, Rosenheim 1961 (unter dem Namen Cecil J. Hoop)
- Nächte in Donelly, Rosenheim 1961 (unter dem Namen Cecil J. Hoop)
- Von Liebe war nicht die Rede, Rosenheim 1961 (unter dem Namen Cecil J. Hoop)
- Zwischen Mitternacht und Morgen, Rosenheim 1961 (unter dem Namen Cecil J. Hoop)
- Jerusha, Rosenheim 1962 (unter dem Namen Cecil J. Hoop)
- Kein Platz für Nicky, Rosenheim 1962 (unter dem Namen Cecil Hoop)
- Marie Perrier, München 1962
- Amata, Rosenheim 1963
- Die Anderen, Rosenheim 1963
- Aprilwind, Rosenheim 1963
- Flieg, Adelinchen, flieg ...!, Stuttgart 1963
- Nach seinem Bild erschaffen, München 1963
- Bibi findet eine Mutter, Stuttgart 1964
- Insel der verlorenen Träume, Rastatt/Baden 1964 (unter dem Namen Cecil J. Hoop)
- Schatten am Mittag, Rosenheim 1964
- Drei erleben Sommerferien, Stuttgart 1965
- Drei reisen in den Winter, Bayreuth 1965
- Fangt die Füchse, Rosenheim 1965
- Geliebter Tyrann, Rosenheim 1965
- Die Söhne der Paula Michaelis, Rosenheim 1965
- Drei halten zusammen, Bayreuth 1966
- Morgendämmerung, Rosenheim 1966
- Engel sterben nicht, Rosenheim 1967
- Die Morandells, Rosenheim 1967
- Wer in der Liebe bleibt, Rosenheim 1967
- Wie still es ist, Rosenheim 1967
- Anatomie einer Ehe, Rosenheim 1968
- Danke schön, Vanessa, Rosenheim 1968
- Sangria, Rosenheim 1968
- Via Veneto, Rosenheim 1968
- Hey, Fans, Rosenheim 1969
- Martini um halb fünf, Rosenheim 1969
- Mistral, Rosenheim 1969
- Reisen und kochen in Franken, München 1971
- Es begann in einem Feriensommer, München [u. a.] 1972
- Fränkisch wie es nicht im Wörterbuch steht, Frankfurt am Main 1972
- Ein großer Hund für die kleine Bibi, München [u. a.] 1972
- Wochenend in Franken, Nürnberg 1972
- Barry rettet die Freundinnen, München [u. a.] 1973
- Unsere Kätzchen bleiben hier, München [u. a.] 1973
- Du bist nicht allein, Paola!, Göttingen 1975
- Engel der Außenseiter, Rastatt 1976
- Frankenwald, Helmbrechts [u. a.] 1978 (zusammen mit Karl Pöhner)
- Karle Donnerwetter und die Bande vom Schwarzen Fluß, Oldenburg [u. a.] 1979
- Die Rhön, Helmbrechts [u. a.] 1979  (zusammen mit Karl Pöhner)
- Karle Donnerwetter und die geheimnisvolle Schatzsuche, Oldenburg [u. a.] 1980
- Nina Schwalbe und Ulli Büffel, Bayreuth 1980
- Steigerwald, Helmbrechts [u. a.] 1980 (zusammen mit Karl Pöhner)
- Fichtelgebirge, Helmbrechts [u. a.] 1982 (zusammen mit Karl Pöhner)
- Ein Hund für Nina Schwalbe, Bayreuth 1982
- Rothenburg ob der Tauber, Nürnberg 1986 (zusammen mit Friedrich Mader)
- Franken, Nürnberg 1987 (zusammen mit Rainer Baierlein)
- In Sauerbegg sei Russla, Nürnberg 1987
- Die Fränkische Schweiz, Bamberg 1988 (zusammen mit Friedrich Mader)
- Das Kochbuch aus Nürnberg, Münster 1988
- Franken meine Liebe, Oberfränkische Verlagsanstalt, Hof 1989 ISBN 3-921615-91-7
- Fränkische Augenblicke, Bamberg
  - Von Hexen und Heiligen, 1991
  - Von Landschaften und Städten, 1992

| Personendaten    | Personendaten                                                |
| ---------------- | ------------------------------------------------------------ |
| NAME             | Reif, Irene                                                  |
| ALTERNATIVNAMEN  | Hoop, Cecil J. (Pseudonym); Stauber, Irene Ida (Geburtsname) |
| KURZBESCHREIBUNG | deutsche Schriftstellerin                                    |
| GEBURTSDATUM     | 14. Juni 1931                                                |
| GEBURTSORT       | Nürnberg                                                     |
| STERBEDATUM      | 19. Mai 2000                                                 |
| STERBEORT        | Nürnberg                                                     |